# جامعة البحرين
جامعة البحرين جامعة حكومية تأسست في 1986م، ويدرس فيها نحو (27) ألف طالب وطالبة حوالي 88% منهم بحرينيون، والنسبة المتبقية موزعة على (30) جنسية و(750) منهم ملتحقون بمختلف برامج الدراسات العليا. ويعمل بها حوالي (1900) موظف وموظفة، وتبلغ نسبة البحرنة في أعضاء الهيئة الأكاديمية 65% والنسبة المتبقية ينتمي أصحابها لأكثر من 30 جنسية. وتصل نسبة المعدل العام لأعضاء هيئة التدريس إلى الطلبة (1:32) في حين ناهز عدد خريجيها منذ التأسيس (55,000) خريج وخريجة وصل العديد منهم إلى أعلى المناصب القيادية كالوزراء وأعضاء المجلس الوطني فضلاً عن مناصب مرموقة في القطاع الخاص.
تخرج الجامعة سنوياً في حدود (1900) خريج وخريجة.
وتحتل المرتبة الأولى محلياً و(37) على المستوى الوطن العربي كأفضل جامعة بحسب مركز تصنيف الجامعات Webometrics لعام 2021 ، والمرتبة (31) عربياً بحسب تصنيف QS University ranking 2017/2018. ونالت المرتبة السابعة عربياً و(242) عالمياً، بحسب تصنيف جرين متركس العالمي للجامعات الخضراء التي تهتم بالمعايير البيئية (ديسمبر 2016م).
تنتج الجامعة نحو 60% من مجمل عدد البحوث العلمية على مستوى جامعات المملكة ومؤسساتها كافة. وهي تسعى لتثبت أقدامها بوصفها شريكاً إستراتيجياً في النمو الاقتصادي المأمول للبلاد، وتطمح لأن تكون متفاعلة بإيجابية وتميز مع القطاعات الجديدة مثل: التقنيات الاقتصادية، والمدن الذكية، وأمن المعلومات. وتعمل بدأب على تنفيذ مجموعة من الأولويات والمبادرات التي تشكل أرضية لنجاحها في المدى المنظور. ومن ذلك تطوير طرائق التدريس والمناهج، وتكوين شراكات دولية لإجراء البحوث المبتكرة والتخصصية، وصنع بيئة ذكية تتفاعل مع عصر التقنيات الحديثة الحالي. 

## لمحة تاريخية
تعود جذور جامعة البحرين إلى أواخر ستينات القرن الماضي، حيث تأسست حينذاك مؤسستان للتعليم، هما المعهد العالي للمعلمين وكلية الخليج الصناعية. وفي 1978م تم تطوير معهد المعلمين ليصبح الكلية الجامعية للآداب والعلوم والتربية. وأعيدت تسمية كلية الخليج الصناعية لتصبح كلية الخليج للتكنولوجيا في1981. وكانت هاتان الكليتان تمنحان، كلاً على انفراد، درجة البكالوريوس في اختصاصات مختلفة، مثل: الآداب والعلوم والتربية والهندسة وإدارة الأعمال، بالإضافة إلى (الدبلوم المشارك) في التخصصات الإدارية والمالية والهندسية.
وفي 24 مايو 1986م أصدر الشيخ عيسى بن سلمان آل خليفة، أمير دولة البحرين مرسوماً بقانون رقم (12) لسنة 1986م، بإنشاء وتنظيم جامعة البحرين، وذلك بدمج الكلية الجامعية للعلوم والآداب والتربية وكلية الخليج للتكنولوجيا، لتكون هيئة علمية مستقلة ذات شخصية معنوية عامة. وضمت الجامعة بعد إعلان قيامها أربع كليات هي: الآداب والعلوم، والتربية، وإدارة الأعمال، والهندسة.
وتضم الجامعة اليوم عشر كليات، وهي: الآداب، و إدارة الأعمال، و البحرين للمعلمين، و التربية الرياضية، و التعليم التطبيقي، و تقنية المعلومات، و الحقوق، و العلوم، و العلوم الصحية، و الهندسة.

## فلسفة الجامعة
تعمل جامعة البحرين منذ إنشائها على ربط الحاضر بالمستقبل، وعلى تلبية برامجها الأكاديمية لاحتياجات المجتمع عبر المستويات المتنوعة للشهادات التي تمنحها مثل: الدبلوم المشارك التقني، والدبلوم المشارك، والبكالوريوس، والدبلوم العالي، والماجستير، والدكتوراه. وتحرص الجامعة على كرامة الإنسان واحترام القدرات الإنسانية، وهي تعنى بالذات العربية الإسلامية من منطلق وجودها في بلد عربي إسلامي يستمد منه هويتها وتقوم في محيطه بأداء رسالتها، وتسعى لمواجهة تحديات المستقبل بإيمان عميق ونزاهة تامة. [1]

### الرؤية
تتطلع جامعة البحرين إلى أن تكون في مصاف الجامعات المعترف بها دولياً، والمتميزة في تعليم الطلبة، والبحوث المبتكرة، والمشاركة المجتمعية التي تسهم في النمو الاقتصادي، والتنمية المستدامة، وتحسين نوعية الحياة في المملكة والمنطقة والعالم.

### الرسالة
جامعة البحرين جامعة وطنية تسعى إلى التميز في التدريس والتعليم والبحوث المبتكرة، وإنتاج المعرفة ونشرها، وتنمية شخصية الطالب بالمهارات وبالمعرفة، وبناء الشراكات مع القطاعين: العام والخاص؛ من خلال التميز في برامجها الأكاديمية، وأعضاء هيئة التدريس والموظفين، والأنشطة الطلابية، وتشجيع الابتكار، وغرس ثقافة الجودة، والوصول إلى المجتمعات المحلية والإقليمية والعالمية.

### التخطيط الإستراتيجي
أطلقت جامعة البحرين خطتها الإستراتيجية للسنوات 2009 – 2014م متضمنة خمسة مرتكزات جوهرية هي: رفع جودة التعليم والتعلم، وتحسين نوعية البحث العلمي وزيادة كميته، وبناء شراكات وطنية ودولية، ومواءمة الحوكمة والإدارة لأفضل الممارسات الدولية، والبنية التحتية والموارد المستدامة. وتتضمن هذه العناصر 24 مبادرة إستراتيجية، وخطط عمل تفصيلية تتعلق بكل كلية وعمادة مساندة ووحدة إدارية. كما تم إقرار خطة تنفيذية متكاملة لوضع الخطة الإستراتيجية موضع التطبيق العملي، ولهذا الغرض تم إنشاء وحدة إدارية متخصصة يشرف عليها مباشرة رئيس الجامعة.

## الإشراف العملي والإداري
يُعدُّ ملك مملكة البحرين، الرئيسَ الأعلى للجامعة، وتتولى المجالس والقيادات مسؤولية تسيير وإدارة العمل في الجامعة، بما يحقق أهدافها وفقاً لأحكام القوانين واللوائح والنظم المقررة.
المجالس التي تتولى الإدارةَ في الجامعة:
1. مجلس الأمناء.
2. مجلس الجامعة.
3. مجالس الكليات.
4. الأقسام الأكاديمية.

## مباني الجامعة ومنشآتها
تبلغ مساحة جامعة البحرين نحو (4) كيلومترات مربعة، فيما تبلغ مساحة مبانيها ومرافقها (160) ألف متر مربع، ولها (3) مقرات الأول في منطقة الصخير، والثاني في مدينة عيسى، بالإضافة إلى مبنى كلية العلوم الصحية في منطقة السلمانية بالعاصمة المنامة. ويشغل الحرم الجامعي بمدينة عيسى كلية الهندسة، والبرامج الهندسية في كلية التعليم التطبيقي، ومكتبة كلية الهندسة. أما الحرم الجامعي في الصخير فهو يشغل كليات الآداب، وإدارة الأعمال، وتقنية المعلومات، والحقوق، والعلوم، والتعليم التطبيقي، والبحرين للمعلمين، والتربية الرياضية، إضافة إلى إدارة الجامعة، ومكتباتها، والعمادات المساندة، ومراكز الجامعة المختلفة. ويبلغ عدد مباني الجامعة في مقراتها بالصخير ومدينة عيسى والمنامة (66) مبنى، تحتوي على (240) صفاً دراسياً، و(187) مختبراً متخصصاً ومجهزاً بأحدث التقنيات والوسائل، أحدثها تدشين أربعة مختبرات حاسوب مجهزة بالشاشات الذكية لتصميم وبناء التطبيقات الذكية، و(25) قاعة وفصلاً متعددي الأغراض والاستعمالات، و(3) صالات رياضية. وهي تبذل الجهود لتحويل الحرم الجامعي إلى حرم رقمي والتوسع في مجالات التقنية الخضراء.

## كليات الجامعة
شهدت الجامعة في السنوات التالية للتأسيس إنشاء عدد من الكليات لتنضم إلى سابقاتها التي شكلت نواة الجامعة، وهي: الآداب و العلوم، و التربية، و إدارة الأعمال، و الهندسة. ففي مايو من العام 1990م، أصدر مجلس أمناء الجامعة قراراً يقضى بفصل كلية الآداب عن كلية العلوم إلى كليتين مستقلتين. وأصدر المجلس في مارس من العام 2002م قراراً يقضي بإنشاء كليتين مستقلتين هما: الحقوق، و تقنية المعلومات، كما أصدر المجلس في فبراير من العام 2005م قراراً يقضي بإنشاء كلية التعليم التطبيقي. وتحتضن الجامعة كلية البحرين للمعلمين ككلية مهنية بموجب اتفاقية وقعتها في شهر مارس من العام 2008م. والكلية إحدى المبادرات الرئيسة للمشروع الوطني لتطوير التعليم والتدريب التي انطلقت بقرار من الأمير سلمان بن حمد آل خليفة وليِّ العهد نائب القائد الأعلى رئيس مجلس الوزراء. وفي أغسطس من العام 2011م أشهر مجلس الأمناء كلية التربية الرياضية والعلاج الطبيعي. وأحدث الكليات المنضمة إلى الجامعة، هي كلية العلوم الصحية، وهي مؤسسة أكاديمية وطنية أنشئت عام 1976م من قبل وزارة الصحة، وقد انضمت للجامعة في 30 أكتوبر 2011م.

### أولاً: كلية الآداب

#### الرؤية
تعزيز الهوية والرؤية العصرية للتراث، وتهيئة البيئة الثقافية والعلمية المحفزة على الإبداع والتميز ضمن قيم التعدد والتنوّع الثقافي، وإدماج المخرجات في التنمية وخدمة المجتمع وسوق العمل.

#### الرسالة
إعداد قيادات فكرية وتنويرية متمكنة بثقافتها العقلية والنقدية، وترسيخ مناخ الحرية والتعددية الثقافية، واحترام المواطنة، وتزويد الطلبة بالأدوات المعرفية والمهارات العملية والمهنية، ودعم البحث العلمي.

#### الأهداف
إعادة هيكلة البرامج الأكاديمية في إطار مفاهيمي جديد يراعى احتياجات سوق العمل، وإعداد متخصصين في جميع فروع المعرفة الأدبية والإنسانية، النظرية منها والتطبيقية، واعتماد مناهج تتسم بالانفتاح والتسامح، وتحقيق معايير الجودة في التعليم، وفي أداء أعضاء هيئة التدريس.

#### الأقسام.
1. قسم اللغة العربية والدراسات الإسلامية.
2.قسم الإعلام والسياحة والفنون.
3.قسم اللغة الإنجليزية وآدابها.
4. قسم العلوم الاجتماعية.
5.قسم علم النفس.

#### البرامج الأكاديمية
(تتبع نظام التخصص المنفرد والتخصص الرئيس والتخصص الفرعي)

##### 1- البكالوريوس
-اللغة العربية.
-الدراسات الإسلامية.
-الإعلام.
-السياحة.
-اللغة الإنجليزية وآدابها.
-التاريخ.
-علم الاجتماع.

##### 2- الدراسات العليا
-الماجستير في اللغة العربية وآدابها.
-الدبلوم العالي والماجستير في الدراسات التطبيقية باللغة الإنجليزية.
-الماجستير في الإعلام.
-الماجستير في الإرشاد النفسي والتربوي.
-الماجستير في علم النفس الإرشادي.
-الماجستير في القياس والتقويم التربوي.

### ثانياً: كلية إدارة الأعمال

#### الرؤية
أن تتبوأ الكلية مركز الصدارة محليّاً وخليجيّاً في مجال الإدارة والأعمال ضمن توجه تحكمه مجموعة قيم، هي: المهنية، والتميز في التدريس، والبحث العلمي، والنوعية في المخرجات.

#### الرسالة
رفد مسيرة التنمية بالعناصر القيادية والإدارية والفنية المدربة، بما ينسجم وآخر المستجدات في ميادين الأعمال ومتطلبات سوق العمل. وبناء جسور مع مؤسسات مجتمع الأعمال خصوصاً.

#### الأهداف
تطوير مدارك الطلبة في مجالات إدارة الأعمال المختلفة، وتأهيل الطاقات البشرية لتمكينها من إدارة المؤسسات وقيادتها، وخدمة المجتمع عن طريق الإسهام في مجال النشاط التدريبي والاستشاري. ومن أهدافها أيضاً تطوير الفكر الإداري وتعميقه من خلال البحث العلمي.

#### الأقسام
1- قسم الإدارة والتسويق.
2- قسم الاقتصاد والتمويل.
3- قسم المحاسبة.

#### البرامج الأكاديمية

##### 1- البكالوريوس
-إدارة الأعمال.
-المحاسبة.
-الأعمال المصرفية والمالية.
-التسويق.
-بكالوريوس الشريعة في الاقتصاد والتمويل (ويُدَرَّس بالتنسيق بين كليتي الآداب وإدارة الأعمال).

##### 2- الدراسات العليا
-الماجستير في إدارة الأعمال.

### ثالثاً: كلية البحرين للمعلمين

#### الرؤية
توفير أفضل خدمات الإعداد التربوي للبحرينيين لتمكينهم من الإسهام بفعالية في بناء مستقبل أفضل للأجيال القادمة.

#### الرسالة
دعم حكومة مملكة البحرين في جهودها لبناء نظام تعليمي من الدرجة الأولى عن طريق تحسين نوعية التدريس والبحث العلمي والخدمة في إعداد المعلمين والإداريين وسواهم من العاملين في القطاع التعليمي.

#### الأهداف
إعداد وتدريب العدد المناسب من المعلمين ذوي الجودة العالية، والقادة التربويين وغيرهم من الاختصاصيين التعليميين القادرين على تلبية التطلعات المهنية من مختلف أصحاب المصلحة في التعليم، وتشجيع البحث العلمي وخدمة المجتمع.

#### الأقسام
1- قسم اللغة العربية والدراسات الإسلامية.
2- قسم اللغة الإنجليزية.
3- قسم الرياضيات والعلوم وتكنولوجيا المعلومات والدراسات التجارية.
4- قسم الدراسات التربوية.

#### البرامج الأكاديمية
1-السنة التمهيدية.
2- بكالوريوس التربية.
3-الدبلوم العالي في التربية.
4- برامج التطوير المهني.
5- برامج القيادة التربوية.
6- برامج الدراسات العليا والبحث العلمي.

### رابعاً: كلية التربية الرياضية والعلاج الطبيعي

#### الرؤية
تتطلع الكلية إلى تبوء مركز قيادي في مجالات علوم التربية البدنية والرياضة والصحة والعلاج الطبيعي بما يسهم في خدمة وتنمية المجتمع.

#### الرسالة
التميز في البرامج الأكاديمية والبحث العلمي وخدمة وتنمية المجتمع والتعامل مع قضاياه ومستجداته، وإيجاد مجتمع المعرفة الذي يتسم بالجودة والتنمية المستدامة.

#### الأهداف
إعداد وتأهيل متمهنين ذوي كفاءات علمية عالية المستوى من خلال تنمية شخصياتهم وتطوير معارفهم ومهاراتهم وقيميهم في مجالات علوم التربية البدنية والرياضة والصحة والعلاج الطبيعي بما يمكنهم من النجاح في حياتهم المهنية.

#### الأقسام الأكاديمية
1- قسم التربية الرياضية.
2- قسم العلاج الطبيعي.

#### البرامج الأكاديمية

##### 1-البكالوريوس
- البكالوريوس في التربية الرياضية.
- البكالوريوس في العلاج الطبيعي.

##### 2-الدراسات العليا
- الماجستير في الإدارة الرياضية.
- الماجستير في التدريب الرياضي.
-دكتوراه الفلسفة في الإدارة الرياضية.

### خامساً: كلية التعليم التطبيقي

#### الرؤية
كلية تطبيقية ريادية في مناهجها ومخرجاتها، عالية التأهيل مهنيّاً من خلال علاقات شراكة فاعلة مع سوق العمل، بما يحقق أهداف التنمية المستدامة.

#### الرسالة
السعي إلى مدِّ الجسور بين الجامعة وسوق العمل، بما يؤمِّن المشاركة بين الجهتين لاستثمار إمكانات وخبرات الجامعة ومختلف فروع التخصص المهنية في سوق العمل، ولتوفير مخرجات عالية التأهيل تتناسب مع متطلبات سوق العمل.

#### الأهداف
تأهيل مخرجات في مختلف التخصصات الصناعية والتجارية والإدارية تسهم في حلِّ المشكلات التقنية والفنية في بيئات العمل المختلفة، وتلبية المتطلبات الآنيَّة لسوق العمل من خلال استحداث برامج وفق متطلبات الجهات المستفيدة.

#### الأقسام
1- قسم البرامج الإدارية والتقنية.
2- قسم البرامج الهندسية.

#### البرامج الأكاديمية

##### 1- الدبلوم المشارك
- الدبلوم المشارك في الهندسة الكهربائية.
- الدبلوم المشارك في الهندسة الميكانيكية.
- الدبلوم المشارك في الأجهزة الدقيقة والتحكم.
- الدبلوم المشارك في الهندسة الكيميائية.
- الدبلوم المشارك في الدراسات التجارية.
- الدبلوم المشارك في إدارة الأعمال المكتبية.
- الدبلوم المشارك في نظم المعلومات.
- الدبلوم المشارك في تطوير البرمجيات وقواعد المعلومات.

### سادساً: كلية تقنية المعلومات

#### الرؤية
أن تكون الكلية رياديةً في تقديم تعليم نوعي، وفي إنجاز بحوث متميزة في مجال تقنية المعلومات من خلال علاقة شراكة مع المجتمع.

#### الرسالة
العمل من خلال برامج معتمدة عالميّاً على تعليم الطلبة، وإجراء البحوث، ونشر المعرفة في مجالات تقنية المعلومات من أجل خدمة المجتمع.

#### الأهداف
إعداد مخرجات عالية التأهيل، والحصول على الاعتمادية لبرامج الكلية كافةً، وتنشيط البحث العلمي، واستحداث مراكز تميز وخبرة ومشورة وبرامج للدراسات العليا، وتعزيز الشراكة بين الكلية والمجتمع، وتطوير الموارد البشرية للكلية.

#### الأقسام
1.نظم المعلومات.
2.علم الحاسوب.
3.هندسة الحاسوب.

#### البرامج الأكاديمية

##### 1- البكالوريوس
-البكالوريوس في علم الحاسوب.
-البكالوريوس في نظم المعلومات.
-البكالوريوس في هندسة الحاسوب.

##### 2-الدراسات العليا
-الماجستير في تقنية المعلومات.

### سابعاً: كلية الحقوق
بدأت دراسة القانون في جامعة البحرين كقسم من أقسام كلية إدارة الأعمال في سنة 1999. وإدراكاً لأهمية الدور الذي تؤديه دراسة القانون باعتباره رفداً هاماً من روافد النهضة العلمية، إذ تزود المجتمع باحتياجاته من رجالات القانون وخبرائه وفقهائه فقد صدر قرار مجلس الأمناء بجامعة البحرين رقم (159) بتاريخ 6/3/ 2002 بإنشاء كلية الحقوق لتكون إحدى منارات العلم والمعرفة بجامعة البحرين.
وتمثل فلسفة كلية الحقوق بجامعة البحرين المرتكز الفكري الذي تنطلق منه رؤية الكلية وتقوم عليه رسالتها وإستراتيجيتها، فهي تصبو لأن تكون مركز أشعاع قانوني في مملكة البحرين في ظل ما تشهده المملكة من تطورات متسارعة في المجال القانوني.
من هنا، فقد تبنت الكلية منذ نشأتها فلسفة الحق والعدل والمساواة والحرية، وهي غايات يسعى القانون إلى تحقيقها، على الصعيد الإنساني ومن منظور إسلامي في ظل احترام كامل للفرد وتنمية قدراته وطاقاته من أجل خدمة وطنه ومجتمعه. كما أدركت الكلية حتمية التسلح بالعلم والمعرفة والإبداع والابتكار والتطوير كأدوات لا غنى عنها في سبيل تحقيق أهداف السياسة التعليمية في مملكة البحرين، وهو ما انعكس جلياً في تصميم مقررات القانون ومحتوياتها العلمية، وتدريس هذه المقررات حسب تصنيفها في قسمين هما قسم القانون الخاص وقسم القانون العام.
كما تحرص الكلية على الربط بين الدراسة النظرية المحضة والتطبيق العملي، ويبدو ذلك في أساليب التدريس بل وحتى في تصميم مبنى الكلية وما تضمنه من قاعات للتدريب العملي (محاكم صورية).
وتسعى كلية الحقوق بجامعة البحرين إلى أداء رسالتها العلمية من خلال إعداد وتأهيل طلابها للعمل في المؤسسات والهيئات القضائية والتشريعية والدوائر القانونية، وتزويدهم بالعلم والمعرفة القانونية وضرورة الربط بين الواقع العملي والدراسة النظرية، الأمر الذي يجعلهم قادرين على التأثير والتغيير الإيجابي في مجتمعهم وتلبية حاجاته ومتطلباته المتجددة والمتطورة.
ومساهمة منها في تحقيق التنمية المستدامة تضطلع كلية الحقوق بدورها في خدمة المجتمع وعقد الدورات التدريبية والندوات من خلال برنامج التعليم المستمر بها، وهو البرنامج الذي جاء ليحقق سياسة الجامعة في الانفتاح على المجتمع بكافة قطاعاته ومؤسساته بهدف تلبية احتياجاته ومتطلباته وتزويده بكل المعلومات والمهارات والخبرات من خلال تنفيذ برامج ودورات قانونية منظمة ومخطط لها بشكل مدروس ومسبق

#### الرؤية
تسعى كلية الحقوق لأن تتبوأ مركزاً بارزاً في تقديم تعليم عال وبحث علمي متميز في المجال القانوني وربط ذلك بالتنمية والمجتمع، وفق رؤية جامعة البحرين وسعيها الدءوب لان تحتل مركزاً رائداً بين الجامعات على الصعيد الدولي.

#### الرسالة
إعداد كوادر قانونية متميزة للعمل في مجال القضاء والمحاماة والدوائر القانونية بالوزارات والمصالح الحكومية والخاصة، وذلك بتوفير تعليم قانوني متميز، وإعداد الطلبة ذهنيا وعمليا بالخبرات اللازمة التي تمكنهم من حمل المسؤولية في المجتمع البحريني والخليجي بمهنية واحتراف عاليين. من خلال طرح برامج أكاديمية متخصصة، ودراسات قانونية معمقة، بما يتواءم مع رسالة الجامعة نحو إعداد كوادر من الخريجين قادرة على حمل المسئولية في المجتمع البحريني والخليجي.

#### الأهداف
تضطلع كلية الحقوق بدور رائد بناء ف خدمة المجتمع البحريني وقضاياه ولذا فهي تصبو نحو تحقيق الأهداف الآتية:

- توفير القانونيين المؤهلين للانضواء في العمل لدى الجهات التشريعية والقضائية.
- إنماء وتأهيل طلبة الكلية بالصورة اللازمة كي يتسنى لهم القيام بالوظائف والأعمال القانونية المختلفة داخل الدولة، سواء كانوا قضاة أم محامين أم مستشارين قانونيين.
- الإسهام في تطوير الثقافة القانونية في المجتمع، وذلك من خلال المحاضرات والندوات والتعليم المستمر للمختصين في القانون العاملين في مختلف دوائر المملكة.
- تعميق الصلات بين المهتمين بالدراسات القانونية من داخل المملكة مع نظرائهم في أرجاء الوطن العربي والعالم.
- تعميق الصلات بين أساتذة القانون، والجهات التشريعية والقضائية بما يكفل قيام علاقات منفتحة بين الكلية والمجتمع.
- تقديم خدمات استشارية فنية وتخصصية كشرح القوانين والتعليق على قرارات القضاء وتزويد الراغبين في الاستشارات القانونية.
- تشجيع البحث العلمي والدراسات الأصيلة والناقدة في مختلف العلوم القانونية.

#### الأقسام
1. قسم القانون العام
2. قسم القانون الخاص

#### البرامج الأكاديمية

##### 1.البكالوريوس
- البكالوريوس في الحقوق.

##### 2.الدراسات العليا
- الماجستير في القانون العام.
- الماجستير في القانون الخاص.
- الدكتوراه في الحقوق.

### ثامناً: كلية العلوم

#### الرؤية
تعمل كلية العلوم على ترسيخ بيئة تعليمية تتميز بجودة التدريس والبحث العلمي وأساليب التعليم باستخدام تقنيات متقدمة ضمن رؤية مستقبلية واسعة الأفق.

#### الرسالة
تتبنى كلية العلوم رسالة التميز في تدريس العلوم الطبيعية والبحث العلمي الأساسي والتطبيقي، وأن تكون المرجع والمصدر العلمي الرئيس في المجتمع.

#### الأهداف
تقديم خدمات تعليمية عالية الجودة تلبي حاجات سوق العمل والمجتمع، وتنمية البحث العلمي، والتنمية البشرية على مستوى مدِّ المجتمع بقيادات علمية متقدمة قادرة على التعامل مع المتغيرات العلمية، وتدعيم العلاقات مع مؤسسات المجتمع.

#### الأقسام
1- الفيزياء.
2-الكيمياء.
3-الرياضيات.
4-علوم الحياة.

#### البرامج الأكاديمية
(تتبع نظام التخصص المنفرد والتخصص الرئيس والتخصص الفرعي)

##### 1- البكالوريوس
- البكالوريوس في الفيزياء.
- البكالوريوس في الكيمياء.
- البكالوريوس في علوم الحياة.
- البكالوريوس في الرياضيات.
- البكالوريوس في الإحصاء وبحوث العمليات.
- البكالوريوس في العلوم الأكتوارية.
- البكالوريوس في الإحصاء وعلم البيانات.

##### 2- الدراسات العليا
- الماجستير في الرياضيات.
- الماجستير في الفيزياء التطبيقية.
- الماجستير في البيئة والتنمية المستدامة.
- الماجستير في علوم الحياة.
- الماجستير في التغذية والنظم الغذائية.
- الماجستير في علوم وتحليل البيانات الضخمة.
- الماجستير في الكيمياء البيئية.
- الدكتواره في البيئة والتنمية المستدامة.

### تاسعاً: كلية العلوم الصحية

#### الرؤية
التمتع بسمعة عالية على المستوى الدولي كمركز إقليمي متميز في التعليم والبحث والتطوير الصحي وجودة هيئة التدريس والخريجين.

#### الرسالة
تخريج كوادر صحية ذات كفاءة عالية في خدمات الرعاية الصحية يسعون وراء التعليم مدى الحياة لإيجاد الفرص للإسهام في مهنتهم والمجتمع ككل، والاستجابة لاحتياجات التعليم الصحي.

#### الأهداف
تحسين جودة الخدمات الصحية في المملكة، وذلك من خلال إمداد المستشفيات والمراكز الصحية والخاصة بالكوادر البشرية المدربة علمياً وعملياً.

#### الدوائر
1-التمريض.
2-العلوم الصحية المساندة.

#### البرامج الأكاديمية

##### 1- الدبلوم العالي
- الدبلوم العالي في التمريض النفسي.
- الدبلوم العالي في تمريض صحة المجتمع.
- الدبلوم العالي في التوليد والقبالة القانونية.
- الدبلوم العالي في تمريض القلب.
- الدبلوم العالي في تمريض الطوارئ.

##### 2- الدبلوم المشارك
- الدبلوم المشارك في المختبرات الطبية.
- الدبلوم المشارك في الأشعة.
- الدبلوم المشارك في الصيدلة.
- الدبلوم المشارك في الصحة العامة.
- الدبلوم المشارك في صحة الفم والأسنان.

##### 3- البكالوريوس
-البكالوريوس في التمريض.
-البكالوريوس في المختبرات الطبية.
- البكالوريوس في الصيدلة.
- البكالوريوس في الأشعة.
-البكالوريوس التكميلي (ومدته سنة واحدة).

### عاشراً: كلية الهندسة

#### الرؤية
السعي إلى الريادة على مستوى العالم العربي، والتميز في التعليم والبحث العلمي وخدمة المجتمع، وتجويد المخرجات ضمن منظور يرسخ المهنية ويواكب المستجدات التقنية.

#### الرسالة
تقديم تعليم هندسي ذي جودة عالية يُعدُّ الطالبَ لمستقبل وظيفي ناجح، والإسهام في رقي المواطن والمجتمع، وتعزيز الشراكة مع الصناعة، وتوظيف نتائج البحوث في خدمة المجتمع.

#### الأهداف
إعداد خريج الهندسة بحيث يكون على مستوى عالٍ من المعرفة النظرية والتطبيقية، والتحديث المستمر للبرامج الأكاديمية، وتوجيه البحوث الهندسية في سبيل خدمة المجتمع المحلي والإقليمي مع الاحتفاظ بالمقاييس العالمية للبحوث في مختلف المجالات الهندسية.

#### الأقسام
1-الهندسة الكهربائية.
2-الهندسة الإلكترونية.
3-الهندسة المدنية.
4-العمارة والتصميم الداخلي.
5-الهندسة الميكانيكية.
6-الهندسة الكيميائية.

#### البرامج الأكاديمية

##### 1- البكالوريوس
(التأكد أيضاً من البرامج بحسب الأقسام في الفقرة الماضية)
-البكالوريوس في الهندسة الكهربائية.
-البكالوريوس في الهندسة المدنية.
-البكالوريوس في العمارة.
-البكالوريوس في الهندسة الميكانيكية.
-البكالوريوس في الهندسة الكيميائية.
-البكالوريوس في الهندسة الإلكترونية.
-البكالوريوس في الأجهزة الدقيقة والتحكم.
-البكالوريوس في التصميم الداخلي.

##### 2- الدراسات العليا
-الماجستير في الهندسة الميكانيكية.
-الماجستير في الهندسة الكهربائية والإلكترونية.
-الماجستير في الهندسة الكيميائية.
-الماجستير في الإدارة الهندسية.
-الماجستير في الهندسة المدنية.
-الدكتوراه في الهندسة الميكانيكية.
-الدكتوراه في الهندسة الكهربائية.
-الدكتوراه في الهندسة الكيميائية.
-الدكتوراه في الهندسة المدنية.
-الدكتوراه في هندسة الأجهزة الدقيقة والتحكم.
-الدكتوراه في العمارة.

## وصلات
- جامعة البحرين